# Heilig-Kreuz-Kirche (Lana)

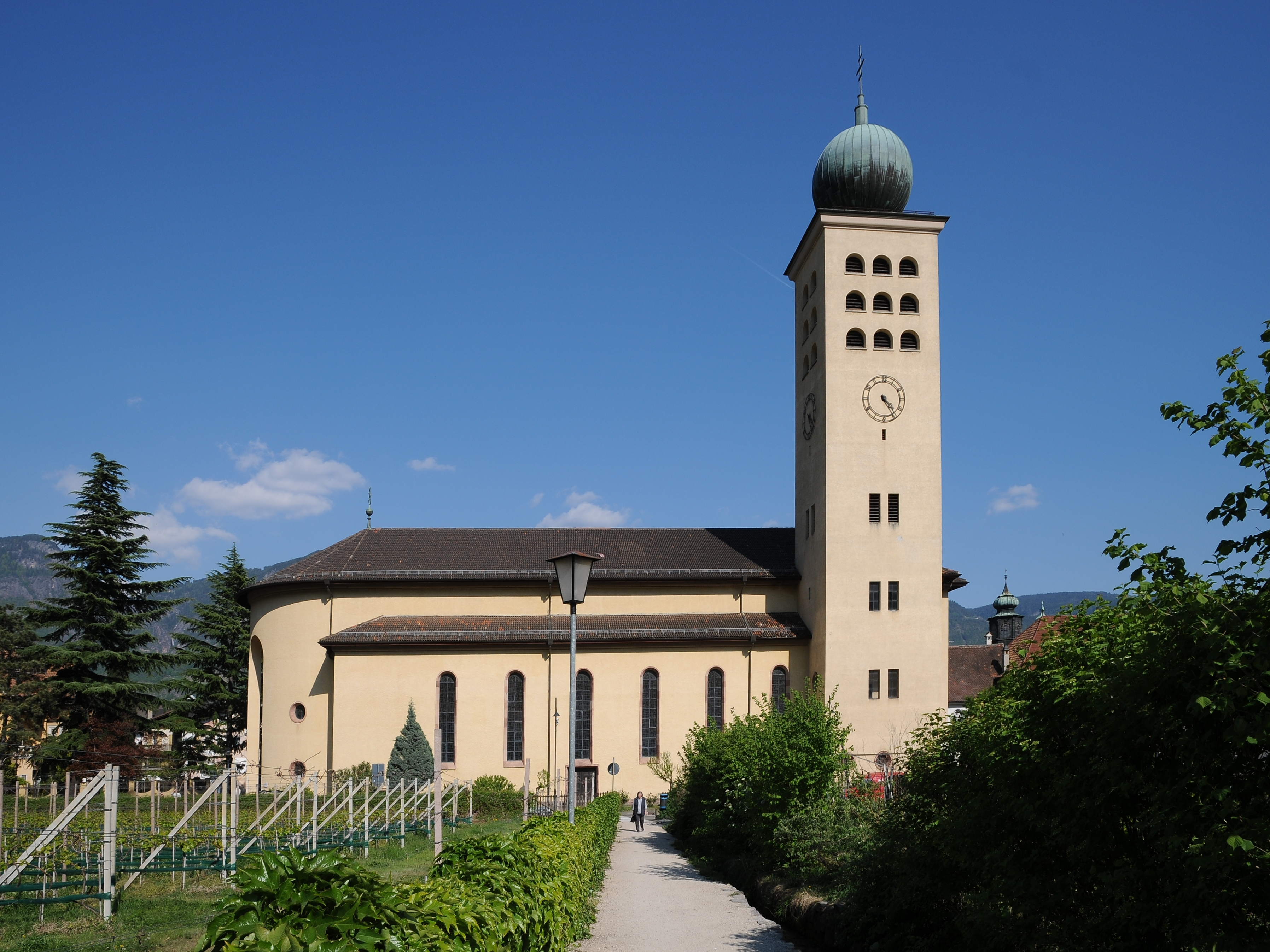
Heilig-Kreuz-Kirche, Seitenansicht

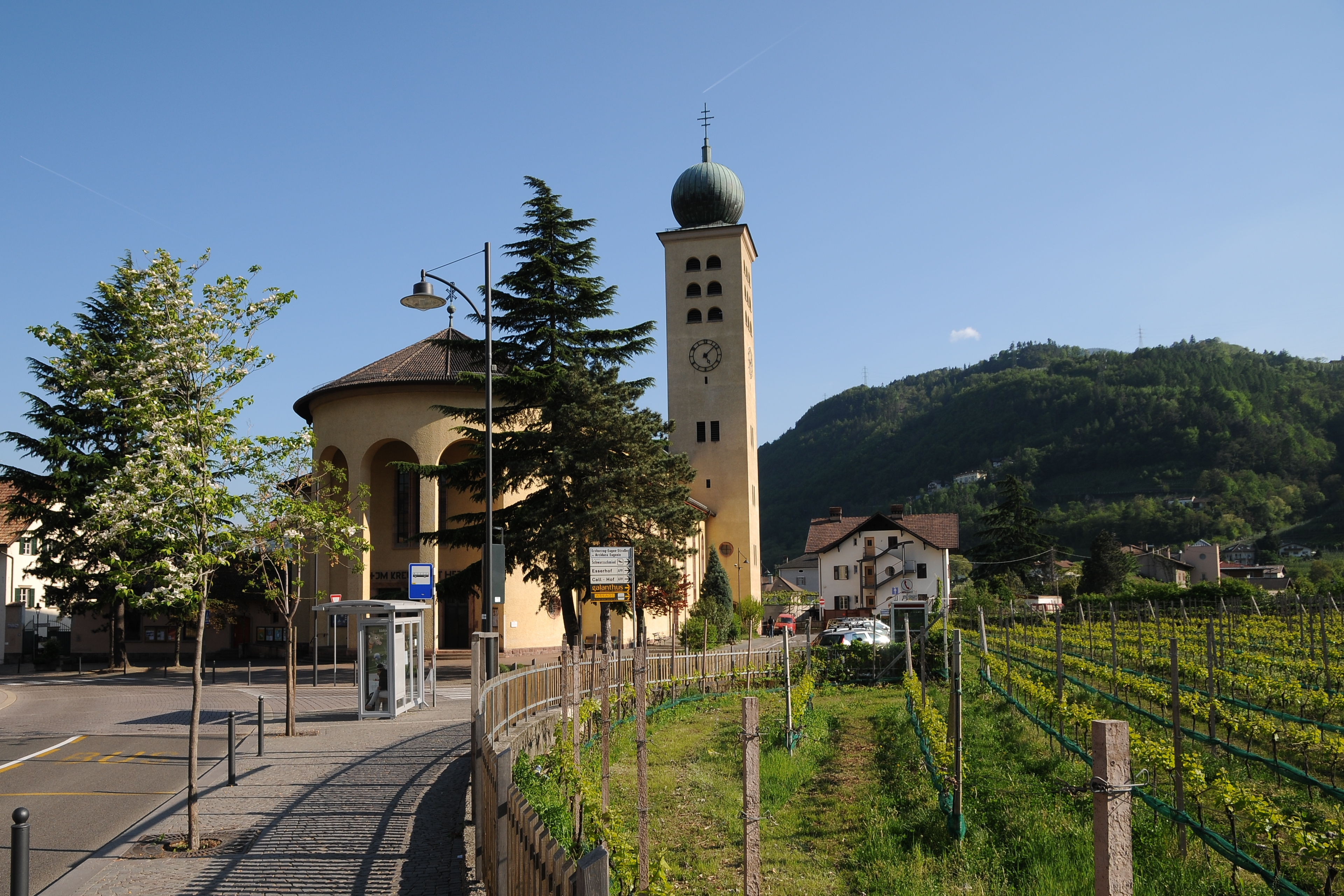
Heilig-Kreuz-Kirche, Vorderansicht

Die römisch-katholische Pfarrkirche Heilig Kreuz ist das zentrale Gotteshaus der Marktgemeinde Lana in Südtirol. Sie besitzt die größte Glocke Südtirols.

## Geschichte
Da die Mutterkirche von Lana – Mariä Himmelfahrt – weit abseits des Ortszentrums lag, wurde bereits vor dem Ersten Weltkrieg in Lana der Wunsch laut, eine zentrale Pfarrkirche zu errichten. Nach Plänen des Architekten Otto Linder aus Stuttgart wurde am 30. Oktober 1938 der Grundstein zum Bau einer neuen Kirche gelegt. Da die faschistischen Behörden den Plänen des deutschen Architekten ablehnend gegenüber standen, konnten die Bauarbeiten nur mit großen Schwierigkeiten weitergeführt werden. So mussten die Pläne der Präfektur von Bozen vorgelegt und genehmigt werden. Ferner durfte nur ein Italiener sie ausführen, wobei sich der Architekt Umberto Maffei aus Rovereto zur Umsetzung bereit erklärte und auch einige Abänderungen vornahm. Die Bauarbeiten konnten erst nach dem Ende des Zweiten Weltkriegs abgeschlossen werden. Die Weihe des monumentalen Gotteshauses erfolgte am Christkönigsfest 1950 durch den Weihbischof von Trient Oreste Rauzi.

## Baustil
Die Kirche ist dem Stil einer altchristlichen Basilika nachempfunden. Der Innenraum sowie die Ausstattung ist äußerst schlicht gehalten. Über dem Hochaltar hängt eine monumentale Kreuzigungsgruppe nach Entwürfen des Bildhauers Emil Sutor aus Stuttgart. Die hohen schmalen Fenster bestehen aus Buntglas.

## Glocken
Im 57 Meter hohen Turm hängen acht Glocken der Glockengießerei Grassmayr zu Innsbruck-Wilten mit der Stimmung auf G0, A0, c1, d1, f1, g1, a1 und c2, sechs davon stammen aus dem Jahre 1950. Die Glocke 2 wurde im Jahr 1952 gegossen. Anlässlich der 200-Jahr-Feier der Erneuerung des Herz-Jesu-Gelöbnisses des Landes Tirol fügte man 1996 die große Herz-Jesu-Glocke hinzu. Aufgrund eines irreparablen Sprunges wurde sie 2014 unter Beibehaltung ihrer Größe neu gegossen. Die mit 6.205 kg bei einem Durchmesser von 214 cm größte Kirchenglocke Südtirols wird wegen ihres außergewöhnlich schönen Klanges gerühmt. Jeden ersten Freitag im Monat (dem sogenannten Herz-Jesu-Freitag) um 15 Uhr erklingt sie zur Todesstunde Jesu; an den anderen Freitagen wird stattdessen mit der Dreifaltigkeitsglocke (186 cm) geläutet.
Die übrigen Glocken heißen Pfarrglocke „St. Josef“ (155 cm), Marienglocke – Aveglocke (137 cm), St. Michael – Kriegerglocke (115 cm), St. Elisabethglocke (104 cm), St. Agathaglocke (93 cm) und St. Georgsglocke (75 cm), die separat als Sterbeglocke geläutet wird. Das Vollgeläut (ohne Sterbeglocke) ist den höchsten Festtagen vorbehalten.